# 宝達志水町立宝達中学校
宝達志水町立宝達中学校（ほうだつしみずちょうりつ ほうだつちゅうがっこう）は、石川県羽咋郡宝達志水町にある町立中学校。

## 沿革
- 平成27年4月1日-志雄中学校・押水中学校 が統合し開校

## 通学区域
宝達志水町全域(沢川については、富山県高岡市に委託)

## 出身著名人
- 石森大誠（プロ野球選手） ※押水中卒業